# Brian Cathcart
Brian Cathcart (né le 26 octobre 1956) est un universitaire, écrivain, journaliste et militant médiatique d'origine irlandaise basé au Royaume-Uni. Il est professeur de journalisme à l'Université de Kingston à Londres et en 2011 a été l'un des fondateurs de Media Standards Trust (en) qui milite pour une presse libre et responsable. Il reçoit le prix CWA Gold Dagger for Non-Fiction (en) en 1999 et le Prix Orwell en 2000,,.